# Scodionista abdulhamidi
Scodionista abdulhamidi är en fjärilsart som beskrevs av Edward P. Wiltshire 1949. Scodionista abdulhamidi ingår i släktet Scodionista och familjen mätare. Inga underarter finns listade.